# Rudi Vata
Rudi Vata (Scutari, 13 febbraio 1969) è un procuratore sportivo, allenatore di calcio ed ex calciatore albanese, di ruolo difensore.

## Biografia
Suo figlio Rocco è a sua volta un calciatore professionista.

## Carriera

### Club
Nella sua carriera da calciatore ha giocato in diverse nazioni: ha giocato in Albania, Francia, Scozia, Cipro, Germania e Giappone.

### Nazionale
Ha giocato nella nazionale albanese Under-21.
Tra il 1990 ed il 2001 ha totalizzato complessivamente 59 presenze e 5 reti con la nazionale maggiore albanese.

## Statistiche

### Presenze e reti nei club
Statistiche aggiornate al 6 maggio 2005.
| Stagione                | Squadra                 | Campionato              | Campionato | Campionato | Coppe nazionali | Coppe nazionali | Coppe nazionali | Coppe continentali | Coppe continentali | Coppe continentali | Altre coppe | Altre coppe | Altre coppe | Totale | Totale |
| Stagione                | Squadra                 | Comp                    | Pres       | Reti       | Comp            | Pres            | Reti            | Comp               | Pres               | Reti               | Comp        | Pres        | Reti        | Pres   | Reti   |
| ----------------------- | ----------------------- | ----------------------- | ---------- | ---------- | --------------- | --------------- | --------------- | ------------------ | ------------------ | ------------------ | ----------- | ----------- | ----------- | ------ | ------ |
| 1987-1988               | Vllaznia                | KP                      | 0          | 0          | CA              | 0               | 0               | CdC                | 3                  | 0                  | -           | -           | -           | 3      | 0      |
| 1988-1989               | Vllaznia                | KP                      | 0          | 0          | CA              | 0               | 0               | -                  | -                  | -                  | -           | -           | -           | 0      | 0      |
| Totale Vllaznia         | Totale Vllaznia         | Totale Vllaznia         | 0          | 0          |                 | 0               | 0               |                    | 3                  | 0                  |             | -           | -           | 3      | 0      |
| 1989-1990               | Dinamo Tirana           | KP                      | 0          | 0          | CA              | 0               | 0               | CdC                | 4                  | 0                  | SA          | 1           | 0           | 5      | 0      |
| 1990-1991               | Dinamo Tirana           | KP                      | 6          | 0          | CA              | 0               | 0               | -                  | -                  | -                  | -           | -           | -           | 6      | 0      |
| 1991-gen. 1992          | Le Mans                 | D2                      | 18         | 0          | CF              | 0               | 0               | -                  | -                  | -                  | -           | -           | -           | 18     | 0      |
| gen.-giu. 1992          | Tours                   | D2                      | 0          | 0          | CF              | 0               | 0               | -                  | -                  | -                  | -           | -           | -           | 0      | 0      |
| 1992-gen. 1993          | Dinamo Tirana           | KP                      | 22         | 3          | CA              | 0               | 0               | -                  | -                  | -                  | -           | -           | -           | 22     | 3      |
| Totale Dinamo Tirana    | Totale Dinamo Tirana    | Totale Dinamo Tirana    | 28         | 3          |                 | 0               | 0               |                    | 4                  | 0                  |             | 1           | 0           | 33     | 3      |
| gen.-giu. 1993          | Celtic                  | SPD                     | 22         | 2          | SC+CdL          | 0+0             | 0               | -                  | -                  | -                  | -           | -           | -           | 22     | 2      |
| 1993-1994               | Celtic                  | SPD                     | 10         | 1          | SC+CdL          | 0+0             | 0               | -                  | -                  | -                  | -           | -           | -           | 10     | 1      |
| 1994-1995               | Celtic                  | SPD                     | 7          | 1          | SC+CdL          | 1+0             | 0               | -                  | -                  | -                  | -           | -           | -           | 8      | 1      |
| 1995-1996               | Celtic                  | SPD                     | 6          | 0          | SC+CdL          | 0+0             | 0               | CdC                | 4                  | 0                  | -           | -           | -           | 10     | 0      |
| Totale Celtic           | Totale Celtic           | Totale Celtic           | 45         | 4          |                 | 1               | 0               |                    | 4                  | 0                  |             | -           | -           | 50     | 4      |
| 1996-1997               | Apollōn Limassol        | AK                      | 25         | 4          | CC              | 0               | 0               | -                  | -                  | -                  | -           | -           | -           | 25     | 4      |
| 1997-1998               | Apollōn Limassol        | AK                      | 24         | 5          | CC              | 0               | 0               | CU                 | 3                  | 0                  | -           | -           | -           | 27     | 5      |
| Totale Apollōn Limassol | Totale Apollōn Limassol | Totale Apollōn Limassol | 49         | 9          |                 | 0               | 0               |                    | 3                  | 0                  |             | -           | -           | 52     | 9      |
| 1998-1999               | Energie Cottbus         | 2L                      | 25         | 0          | CG              | 2               | 1               | -                  | -                  | -                  | -           | -           | -           | 27     | 1      |
| 1999-2000               | Energie Cottbus         | 2L                      | 25         | 1          | CG              | 3               | 0               | -                  | -                  | -                  | -           | -           | -           | 28     | 1      |
| 2000-2001               | Energie Cottbus         | BL                      | 30         | 1          | CG              | 1               | 0               | -                  | -                  | -                  | -           | -           | -           | 31     | 1      |
| 2001-gen. 2002          | Energie Cottbus         | BL                      | 1          | 0          | CG              | 0               | 0               | -                  | -                  | -                  | -           | -           | -           | 1      | 0      |
| Totale Energie Cottbus  | Totale Energie Cottbus  | Totale Energie Cottbus  | 81         | 2          |                 | 6               | 1               |                    | -                  | -                  |             | -           | -           | 87     | 3      |
| gen.-giu. 2002          | LR Ahlen                | 2L                      | 8          | 0          | CG              | 0               | 0               | -                  | -                  | -                  | -           | -           | -           | 8      | 0      |
| 2002-2003               | Tirana                  | KS                      | 13         | 4          | CA              | 0               | 0               | CU                 | 1                  | 0                  | SA          | 1           | 0           | 15     | 4      |
| 2003-gen. 2004          | Yokohama FC             | JL2                     | 24         | 3          | CI              | 0               | 0               | -                  | -                  | -                  | -           | -           | -           | 24     | 3      |
| gen.-giu. 2004          | St. Johnstone           | SFD                     | 15         | 0          | SC+CdL          | 0+0             | 0               | -                  | -                  | -                  | -           | -           | -           | 15     | 0      |
| 2004-2005               | Partizani Tirana        | KS                      | 20         | 1          | CA              | 0               | 0               | -                  | -                  | -                  | -           | -           | -           | 20     | 1      |
| Totale carriera         | Totale carriera         | Totale carriera         | 301        | 26         |                 | 7               | 1               |                    | 15                 | 0                  |             | 2           | 0           | 325    | 27     |

### Cronologia presenze in Nazionale
| Cronologia completa delle presenze e delle reti in nazionale ― Albania | Cronologia completa delle presenze e delle reti in nazionale ― Albania | Cronologia completa delle presenze e delle reti in nazionale ― Albania | Cronologia completa delle presenze e delle reti in nazionale ― Albania | Cronologia completa delle presenze e delle reti in nazionale ― Albania | Cronologia completa delle presenze e delle reti in nazionale ― Albania | Cronologia completa delle presenze e delle reti in nazionale ― Albania | Cronologia completa delle presenze e delle reti in nazionale ― Albania |
| Data                                                                   | Città                                                                  | In casa                                                                | Risultato                                                              | Ospiti                                                                 | Competizione                                                           | Reti                                                                   | Note                                                                   |
| ---------------------------------------------------------------------- | ---------------------------------------------------------------------- | ---------------------------------------------------------------------- | ---------------------------------------------------------------------- | ---------------------------------------------------------------------- | ---------------------------------------------------------------------- | ---------------------------------------------------------------------- | ---------------------------------------------------------------------- |
| 30-5-1990                                                              | Reykjavík                                                              | Islanda                                                                | 2 – 0                                                                  | Albania                                                                | Qual. Euro 1992                                                        | -                                                                      |                                                                        |
| 30-3-1991                                                              | Parigi                                                                 | Francia                                                                | 5 – 0                                                                  | Albania                                                                | Qual. Euro 1992                                                        | -                                                                      |                                                                        |
| 22-4-1992                                                              | Siviglia                                                               | Spagna                                                                 | 3 – 0                                                                  | Albania                                                                | Qual. Mondiali 1994                                                    | -                                                                      |                                                                        |
| 26-5-1992                                                              | Dublino                                                                | Irlanda                                                                | 2 – 0                                                                  | Albania                                                                | Qual. Mondiali 1994                                                    | -                                                                      |                                                                        |
| 3-6-1992                                                               | Tirana                                                                 | Albania                                                                | 1 – 0                                                                  | Lituania                                                               | Qual. Mondiali 1994                                                    | -                                                                      |                                                                        |
| 9-9-1992                                                               | Belfast                                                                | Irlanda del Nord                                                       | 3 – 0                                                                  | Albania                                                                | Qual. Mondiali 1994                                                    | -                                                                      |                                                                        |
| 11-11-1992                                                             | Tirana                                                                 | Albania                                                                | 1 – 1                                                                  | Lettonia                                                               | Qual. Mondiali 1994                                                    | -                                                                      | 53’                                                                    |
| 17-2-1993                                                              | Tirana                                                                 | Albania                                                                | 1 – 2                                                                  | Irlanda del Nord                                                       | Qual. Mondiali 1994                                                    | -                                                                      |                                                                        |
| 15-5-1993                                                              | Riga                                                                   | Lettonia                                                               | 0 – 0                                                                  | Albania                                                                | Qual. Mondiali 1994                                                    | -                                                                      |                                                                        |
| 26-5-1993                                                              | Tirana                                                                 | Albania                                                                | 1 – 2                                                                  | Irlanda                                                                | Qual. Mondiali 1994                                                    | -                                                                      |                                                                        |
| 2-6-1993                                                               | Copenaghen                                                             | Danimarca                                                              | 4 – 0                                                                  | Albania                                                                | Qual. Mondiali 1994                                                    | -                                                                      |                                                                        |
| 8-9-1993                                                               | Tirana                                                                 | Albania                                                                | 0 – 1                                                                  | Danimarca                                                              | Qual. Mondiali 1994                                                    | -                                                                      |                                                                        |
| 22-9-1993                                                              | Tirana                                                                 | Albania                                                                | 1 – 5                                                                  | Spagna                                                                 | Qual. Mondiali 1994                                                    | -                                                                      |                                                                        |
| 7-9-1994                                                               | Cardiff                                                                | Galles                                                                 | 2 – 0                                                                  | Albania                                                                | Qual. Euro 1996                                                        | -                                                                      | 67’                                                                    |
| 16-11-1994                                                             | Tirana                                                                 | Albania                                                                | 1 – 2                                                                  | Germania                                                               | Qual. Euro 1996                                                        | -                                                                      |                                                                        |
| 14-12-1994                                                             | Tirana                                                                 | Albania                                                                | 0 – 1                                                                  | Georgia                                                                | Qual. Euro 1996                                                        | -                                                                      | 31’                                                                    |
| 29-3-1995                                                              | Tirana                                                                 | Albania                                                                | 3 – 0                                                                  | Moldavia                                                               | Qual. Euro 1996                                                        | -                                                                      |                                                                        |
| 26-4-1995                                                              | Tbilisi                                                                | Georgia                                                                | 2 – 0                                                                  | Albania                                                                | Qual. Euro 1996                                                        | -                                                                      |                                                                        |
| 7-6-1995                                                               | Chișinău                                                               | Moldavia                                                               | 2 – 3                                                                  | Albania                                                                | Qual. Euro 1996                                                        | 1                                                                      |                                                                        |
| 6-9-1995                                                               | Tirana                                                                 | Albania                                                                | 1 – 1                                                                  | Bulgaria                                                               | Qual. Euro 1996                                                        | -                                                                      | 20’                                                                    |
| 15-11-1995                                                             | Tirana                                                                 | Albania                                                                | 1 – 1                                                                  | Galles                                                                 | Qual. Euro 1996                                                        | -                                                                      |                                                                        |
| 14-8-1996                                                              | Amarousio                                                              | Grecia                                                                 | 2 – 1                                                                  | Albania                                                                | Amichevole                                                             | -                                                                      |                                                                        |
| 9-10-1996                                                              | Tirana                                                                 | Albania                                                                | 0 – 3                                                                  | Portogallo                                                             | Qual. Mondiali 1998                                                    | -                                                                      |                                                                        |
| 9-11-1996                                                              | Tirana                                                                 | Albania                                                                | 1 – 1                                                                  | Armenia                                                                | Qual. Mondiali 1998                                                    | -                                                                      |                                                                        |
| 14-12-1996                                                             | Belfast                                                                | Irlanda del Nord                                                       | 2 – 0                                                                  | Albania                                                                | Qual. Mondiali 1998                                                    | -                                                                      | cap.                                                                   |
| 29-3-1997                                                              | Granada                                                                | Albania                                                                | 0 – 1                                                                  | Ucraina                                                                | Qual. Mondiali 1998                                                    | -                                                                      | cap. 29’                                                               |
| 2-4-1997                                                               | Granada                                                                | Albania                                                                | 2 – 3                                                                  | Germania                                                               | Qual. Mondiali 1998                                                    | -                                                                      | cap.                                                                   |
| 7-6-1997                                                               | Porto                                                                  | Portogallo                                                             | 2 – 0                                                                  | Albania                                                                | Qual. Mondiali 1998                                                    | -                                                                      | cap.                                                                   |
| 20-8-1997                                                              | Kiev                                                                   | Ucraina                                                                | 1 – 0                                                                  | Albania                                                                | Qual. Mondiali 1998                                                    | -                                                                      | cap.                                                                   |
| 6-9-1997                                                               | Erevan                                                                 | Armenia                                                                | 3 – 0                                                                  | Albania                                                                | Qual. Mondiali 1998                                                    | -                                                                      | cap.                                                                   |
| 10-9-1997                                                              | Zurigo                                                                 | Albania                                                                | 1 – 0                                                                  | Irlanda del Nord                                                       | Qual. Mondiali 1998                                                    | -                                                                      | cap.                                                                   |
| 11-10-1997                                                             | Hannover                                                               | Germania                                                               | 4 – 3                                                                  | Albania                                                                | Qual. Mondiali 1998                                                    | 1                                                                      | cap.                                                                   |
| 21-1-1998                                                              | Adalia                                                                 | Turchia                                                                | 1 – 4                                                                  | Albania                                                                | Amichevole                                                             | -                                                                      | cap.                                                                   |
| 6-2-1998                                                               | Ta' Qali                                                               | Malta                                                                  | 1 – 1                                                                  | Albania                                                                | Rothmans Tournament 1998                                               | -                                                                      | cap.                                                                   |
| 8-2-1998                                                               | Ta' Qali                                                               | Albania                                                                | 0 – 3                                                                  | Georgia                                                                | Rothmans Tournament 1998                                               | -                                                                      | cap.                                                                   |
| 10-2-1998                                                              | Ta' Qali                                                               | Albania                                                                | 2 – 2                                                                  | Lettonia                                                               | Rothmans Tournament 1998                                               | -                                                                      | cap.                                                                   |
| 19-8-1998                                                              | Nicosia                                                                | Cipro                                                                  | 3 – 2                                                                  | Albania                                                                | Amichevole                                                             | -                                                                      | cap.                                                                   |
| 5-9-1998                                                               | Tbilisi                                                                | Georgia                                                                | 1 – 0                                                                  | Albania                                                                | Qual. Euro 2000                                                        | -                                                                      | cap.                                                                   |
| 14-10-1998                                                             | Oslo                                                                   | Norvegia                                                               | 2 – 2                                                                  | Albania                                                                | Qual. Euro 2000                                                        | -                                                                      | cap.                                                                   |
| 18-11-1998                                                             | Scutari                                                                | Albania                                                                | 0 – 0                                                                  | Grecia                                                                 | Qual. Euro 2000                                                        | -                                                                      | cap.                                                                   |
| 10-2-1999                                                              | Tirana                                                                 | Albania                                                                | 2 – 0                                                                  | Macedonia                                                              | Amichevole                                                             | 1                                                                      | cap.                                                                   |
| 28-4-1999                                                              | Liepāja                                                                | Lettonia                                                               | 0 – 0                                                                  | Albania                                                                | Qual. Euro 2000                                                        | -                                                                      | cap. 77’                                                               |
| 5-6-1999                                                               | Scutari                                                                | Albania                                                                | 1 – 2                                                                  | Norvegia                                                               | Qual. Euro 2000                                                        | -                                                                      | cap.                                                                   |
| 9-6-1999                                                               | Scutari                                                                | Albania                                                                | 0 – 1                                                                  | Slovenia                                                               | Qual. Euro 2000                                                        | -                                                                      | cap.                                                                   |
| 18-8-1999                                                              | Lubiana                                                                | Slovenia                                                               | 2 – 0                                                                  | Albania                                                                | Qual. Euro 2000                                                        | -                                                                      | cap.                                                                   |
| 4-9-1999                                                               | Scutari                                                                | Albania                                                                | 3 – 3                                                                  | Lettonia                                                               | Qual. Euro 2000                                                        | -                                                                      | cap.                                                                   |
| 6-10-1999                                                              | Atene                                                                  | Grecia                                                                 | 2 – 0                                                                  | Albania                                                                | Qual. Euro 2000                                                        | -                                                                      | cap.                                                                   |
| 9-10-1999                                                              | Tirana                                                                 | Albania                                                                | 2 – 1                                                                  | Georgia                                                                | Qual. Euro 2000                                                        | -                                                                      | cap.                                                                   |
| 6-2-2000                                                               | Ta' Qali                                                               | Malta                                                                  | 0 – 3                                                                  | Albania                                                                | Rothmans Tournament 2000                                               | 1                                                                      | cap.                                                                   |
| 8-2-2000                                                               | Ta' Qali                                                               | Azerbaigian                                                            | 0 – 1                                                                  | Albania                                                                | Rothmans Tournament 2000                                               | -                                                                      | cap.                                                                   |
| 26-4-2000                                                              | Prilep                                                                 | Macedonia                                                              | 1 – 0                                                                  | Albania                                                                | Amichevole                                                             | -                                                                      | cap. 46’                                                               |
| 15-8-2000                                                              | Tirana                                                                 | Albania                                                                | 0 – 0                                                                  | Cipro                                                                  | Amichevole                                                             | -                                                                      | cap.                                                                   |
| 2-9-2000                                                               | Helsinki                                                               | Finlandia                                                              | 2 – 1                                                                  | Albania                                                                | Qual. Mondiali 2002                                                    | -                                                                      | cap. 71’                                                               |
| 11-10-2000                                                             | Scutari                                                                | Albania                                                                | 2 – 0                                                                  | Grecia                                                                 | Qual. Mondiali 2002                                                    | -                                                                      | cap.                                                                   |
| 15-11-2000                                                             | Tirana                                                                 | Albania                                                                | 3 – 0                                                                  | Malta                                                                  | Amichevole                                                             | 1                                                                      | cap. 75’                                                               |
| 24-3-2001                                                              | Leverkusen                                                             | Germania                                                               | 2 – 1                                                                  | Albania                                                                | Qual. Mondiali 2002                                                    | -                                                                      | cap. 34’                                                               |
| 2-6-2001                                                               | Heraklion                                                              | Grecia                                                                 | 1 – 0                                                                  | Albania                                                                | Qual. Mondiali 2002                                                    | -                                                                      |                                                                        |
| 6-6-2001                                                               | Tirana                                                                 | Albania                                                                | 0 – 2                                                                  | Germania                                                               | Qual. Mondiali 2002                                                    | -                                                                      | cap. 41’                                                               |
| 1-9-2001                                                               | Tirana                                                                 | Albania                                                                | 0 – 2                                                                  | Finlandia                                                              | Qual. Mondiali 2002                                                    | -                                                                      | 59’                                                                    |
| Totale                                                                 |                                                                        | Presenze                                                               | 59                                                                     |                                                                        | Reti                                                                   | 5                                                                      |                                                                        |

## Palmarès

### Giocatore

#### Club
- Campionato albanese: 1

Tirana: 2002-2003
- Coppa di Scozia: 1

Celtic: 1994-1995
- Supercoppa d'Albania: 2

Dinamo Tirana: 1989
Tirana: 2002

#### Individuale
- Calciatore albanese dell'anno: 1

1999